# اللكمة (مناخة)

تعديل مصدري - تعديل

اللكمة هي إحدى قرى عزلة بني برة بمديرية مناخة التابعة لمحافظة صنعاء، بلغ تعداد سكانها 212 نسمة حسب تعداد اليمن لعام 2004.